# Devaluación del peso mexicano
 La depreciación del peso mexicano consiste en la pérdida de valor que ha sufrido la moneda mexicana, principalmente frente al dólar estadounidense a lo largo del tiempo.
En marzo de 2020, el tipo de cambio rebasó la marca de los 25 pesos por un dólar, debido al Impacto socioeconómico de la pandemia de enfermedad por coronavirus de 2019-2020 que provocó el Colapso del mercado de valores de 2020.
La cotización máxima histórica del peso mexicano frente al dólar estadounidense fue de 25.1185, tipo de cambio oficial 2020.
A la fecha del 30 de septiembre de 2024, la cotización fue de 19.6921 tipo de cambio oficial.

## Cambio histórico

### Primer Imperio Mexicano (Agustín de Iturbide) y Porfiriato
Los primeros datos que se tienen del Primer Imperio Mexicano a cargo de Agustín de Iturbide, la paridad se situaba en $0.97 pesos por dólar, y se mantuvo estable hasta 1875, cuando el dólar alcanzó una cotización de $1.01, momento en que el dólar superó en valor al peso, a partir de entonces, el peso comenzó a devaluarse progresivamente, hacia 1899, el peso mexicano se cotizaba en $2.08 por dólar.

### Revolución mexicana; 1910-1920
La estabilidad terminó al comenzar la Revolución mexicana. La poca confianza que se tenía en el peso, así como la inestabilidad social y política, fueron las causas de que su valor se cotizara en $23.83 pesos por dólar en 1916. Cuando comenzó a estabilizarse la situación política del país, el peso se situó en un rango de entre $1.81 y $2.12 por dólar, en el periodo de 1917 a 1930.

### Sexenios
En los siguientes sexenios, el tipo de cambio (MXP por USD) se desarrolló varió:
- En el periodo de Lázaro Cárdenas del Río (1934-1940), de $4.50 MXP a $4.85 MXP.

- En el gobierno de Manuel Ávila Camacho (1940-1946), de $4.85 MXP a $6.68 MXP.
- En el sexenio de Miguel Alemán Valdés (1946-1952), de $6.68 MXP a $8.65 MXP.
- En el periodo de Adolfo Ruiz Cortines (1952-1958), de $8.65 MXP a $12.50 MXP.
- En los periodos de Adolfo López Mateos (1958-1964), y Gustavo Díaz Ordaz (1964-1970), se mantuvo en los $12.50 MXP por $1.00 USD.

Fue precisamente a mediados de la década de 1950 cuando se consolidó el milagro mexicano, el PIB creció al 6.5% anual, pese a que la población lo hizo al 3%, y el tipo de cambio se estabilizó durante aproximadamente 20 años.
Sin embargo, durante el mandato de José López Portillo (1976-1982), terminó el "milagro mexicano". El Estado comenzó a reducir su intervención en la economía, debido a los graves desequilibrios y la baja competitividad económica que esto había ocasionado hasta entonces. Muestra de esto es que el gobierno se vio forzado a abandonar el control de cambios, debido a la falta de fondos necesarios para sustentar el peso. Dicha crisis cambiaria ocurrió a pesar de que en esos años la producción y exportación de petróleo alcanzaron cifras sin precedentes.
Desde el principio del sexenio de Luis Echeverría Álvarez (1970-1976) hasta el final del sexenio de Miguel de la Madrid (1982-1988), el tipo de cambio pasó de $12.50 MXP a $2,290.00 MXP.
- Durante el periodo de Luis Echeverría Álvarez (1970-1976), de $12.50 MXP a $22.69 MXP.
- Para el sexenio de José López Portillo (1976-1982), de $22.69 MXP a $70.00 MXP.
- En el sexenio de Miguel de la Madrid Hurtado (1982-1988), hubo constantes devaluaciones, en 1983 el dólar paso a los $161.22 MXP, en 1984 de $161.22 a $209.97 MXP, en 1985 de $209.97 a $453.50 MXP, en 1986 de $453.50 a $913.50 MXP, en 1987 de $913.50 a $2,225.00 MXP cayendo hasta $2,295.00 MXP al final del sexenio.[4]

En 1993, durante la administración salinista, se reemplazó la moneda de cambio por el «nuevo peso». De esta forma, 1,000.00 pesos (MXP) se convirtieron en 1.00 nuevo peso (MXN). Con esa nueva conversión:
- En el periodo de Carlos Salinas de Gortari (1988-1994), el tipo de cambio pasó de $2,290.00 MXP a $3,441.00 MXP o N$3.44 MXN.
- En el gobierno de Ernesto Zedillo (1994-2000), el tipo de cambio inició en N$3.44 MXN y finalizó en $9.40 MXN.
- En el sexenio de Vicente Fox (2000-2006), el tipo de cambio pasó de $9.40 MXN a $11.00 MXN.
- En el periodo de Felipe Calderón Hinojosa (2006-2012), el tipo de cambio aumentó de $10.999 MXN a $12.962 MXN[4] aunque el 2 de marzo de 2009 alcanzó la cotización de $15.365 MXN por USD (pesos por dólar).[3]
- En el sexenio de Enrique Peña Nieto (2012-2018), el tipo de cambio aumentó de $12.962 MXN a $20.453 MXN, alcanzando un máximo de $21.9298 MXN 11 de enero de 2017.[6]
- En el gobierno de Andrés Manuel López Obrador (2018-2024), el tipo de cambio inició en $20.453 MXN y acabó en $19.692 MXN. Sin embargo, el tipo de cambio alcanzó su máximo histórico de $25.1185 MXN el 24 de marzo de 2020.[2]

Esto significa que, desde 1910 hasta el día de hoy, el peso mexicano se ha devaluado aproximadamente 9,850% respecto al dólar estadounidense.

## Causas de las depreciaciones
- Existe depreciación cuando hay una elevada inflación en el país y esta es causada por emitir mucho más dinero del que puede respaldarse por el PIB y por las reservas internacionales del país. El exceso de dinero emitido puede deberse al endeudamiento gubernamental excesivo, al aumento excesivo del gasto público, así como el no llevar una correcta política económica.
- Poca confianza en la economía y por lo tanto del peso. Los inversionistas nacionales y extranjeros ponen sus capitales en monedas y países más seguros, compran dólares estadounidenses o euros, entonces el precio para adquirirlos (tipo de cambio) aumenta.
- Puede haber devaluaciones controladas para atraer capital extranjero al país, porque su dinero rendirá más en moneda nacional, además las importaciones de mercancías serán más caras, lo que podría favorecer al mercado interno.

Causas principales:
- Una elevada inflación por la emisión de dinero no respaldado mediante el PIB y las reservas internacionales.
- El endeudamiento del gobierno en una forma excesiva.
- Aumento excesivo del gasto público.
- Política económica incorrecta.
- Inseguridad macroeconómica.

Consecuencias:
- Al no existir una política económica sustentable, grandes capitales emigran a otros países donde existe una moneda estable.
- Inestabilidad social, perdida del poder adquisitivo.

Es cierto que al enfrentar el país una depreciación existe un crecimiento en el turismo extranjero, ya que éste prefiere vacacionar donde vale más su dinero. Por otro lado, se da un incremento en las exportaciones al volverse más atractivas las mercancías nacionales en el extranjero.
La primera devaluación del peso mexicano se dio cuando un dólar estadounidense costaba $0.95 pesos cambiando a $0.97 peso por dólar.